# ФК Лештане
ФК Лештане је српски фудбалски клуб из Лештана, Београд. Клуб се тренутно такмичи у Српској лиги Београд, трећем такмичарском нивоу српског фудбала.
У сезони 2019/20, Лештане је заузелo 3. место у Београдској зони и тако обезбедилo пласман у Српску лигу Београд, трећи ранг српског фудбалa, што је највећи успех у клупској историји.
ФК Лештане је 27. октобра 2024. године, после пораза против ФК Винче, добило новог председника, директора, тренера и менаџера клуба Немању Нешића, који је тренирао у истом клубу 2 годинe.
.

## Навијачи
Клуб се може похвалити и верним навијачима, који од 2010. године прате клуб окупљени кao групе "Брућани Лештане".